# Einzelkämpferlehrgang

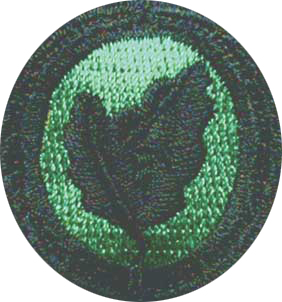
Sonderabzeichen Einzelkämpfer nach bestandenem EKL1

Der Einzelkämpferlehrgang ist die lehrgangsgebundene Ausbildung der Bundeswehr für Überleben und Durchschlagen sowie Jagdkampf. Alle Stufen der Einzelkämpferlehrgänge finden in der Lehrgruppe B der Infanterieschule in Hammelburg statt.

## Ziel und Durchführung
Der Lehrgang hat das Ziel, die Teilnehmer an ihre psychischen und körperlichen Leistungsgrenzen zu führen. Durchhaltewille, Belastbarkeit, Entscheidungsfähigkeit unter schwierigen Situationen und nach körperlicher Belastung sowie Führungswille sind geforderte psychische Leistungselemente.
Der Lehrgang besteht heute – im Gegensatz zu seiner Einführung Anfang der 1980er – aus zwei Ausbildungsabschnitten: dem vierwöchigen Einzelkämpferlehrgang 1 (EKL1) Führer einer auf sich gestellten Gruppe (Grundlehrgang) und dem aufbauenden Lehrgang EKL2 Führer eines Jagdkommandos / einer unterstellten Teileinheit (Leistungslehrgang). Die Ausbildungskapazität soll jährlich 600 bis 700 Soldaten die Ausbildung im Einzelkämpferlehrgang 1 ermöglichen. Inspektionschef ist ein Oberstleutnant, Hörsaalleiter als vormalige Kompaniechefs erfahrene Hauptleute, Ausbildungsfeldwebel erfahrene Feldwebeldienstgrade. Die Ausbildungsstärke liegt bei rund 20 Soldaten je Hörsaal.
Voraussetzung für die Lehrgänge sind der Einsatzersthelfer A, der Leistungsnachweis Deutsches Sportabzeichen und nachgewiesene Einzelkämpfervorbereitungen (EKV). Die Eingangsprüfung besteht u. a. aus dem 7-km-Geländelauf mit 20 kg Gepäck in maximal 52 Minuten, 100 m Kleiderschwimmen in 4:00 Minuten sowie dem Tages- und dem Nacht-Orientierungsmarsch als Grundfertigkeiten.
Sowohl der Einzelkämpferlehrgang 1 Überleben und Durchschlagen als auch der Einzelkämpferlehrgang 2 Jagdkampf sind Führerlehrgänge, für die die Feldwebel- oder Offizierausbildung abgeschlossen sein sollen.

### Einzelkämpferlehrgang 1 (EKL1)
Die Teilnahme am EKL1 ist für Offizier- und Feldwebelanwärter im Truppendienst verpflichtend. Für die Offizieranwärter und Offiziere anderer Truppengattungen wurde ersatzweise der Lehrgang Überleben im Einsatz beziehungsweise der Lehrgang Infanteristischer Kompetenzerhalt mit einer Ausbildungsdauer von drei Wochen eingeführt.
Absolventen des EKL1 erhalten das Einzelkämpferabzeichen mit zwei Eichenlaubblättern.

### Einzelkämpferlehrgang 2 (EKL2)
Die Inspektion führt mit dem EKL2 auch den Jagdkommandolehrgang sowie den Lehrgang Militärischer Nahkampf durch. In fünf Wochen werden ausgewählte Soldaten beim Jagdkommandolehrgang auf Einsatzverfahren in fremdem Gelände samt Spreng- und Lufttransportübungen vorbereitet.
Der Lehrgangsinhalt Ausbilder waffenloser Nahkampf ist seit 2010 in den separaten Lehrgang Ausbildungsleiter militärischer Nahkampf aller Truppen ausgegliedert. Dessen Lehrgangsinhalte orientieren sich an der israelischen Krav-Maga-Selbstverteidigung.
Absolventen des EKL2 erhalten das Einzelkämpferabzeichen mit zwei Eichenlaubblättern und dem Textzusatz „Jagdkommando“.

## Geschichte
Der erste Lehrgang zum Einzelkämpfer wurde 1957 an der Luftlande- und Lufttransportschule durchgeführt. Der Einzelkämpferlehrgang fand 1958, als erster Versuchslehrgang, an der Infanterieschule in Hammelburg statt; wurde ab 2007 dort jedoch eingestellt. Bis 1968 diente das Hofgut Sodenberg als Ausbildungs- und Unterkunftsstätte. Von 1968 bis zur ersten Auflösung der Einzelkämpferinspektion 1979 fand die Ausbildung zeitweise in zwei Inspektionen statt, bis 1974 im Schloss Seewiese (Gräfendorf). Dual wurden die Lehrgänge durch die V. Inspektion an der Luftlande- und Lufttransportschule Ausbildungsstätte Sauwaldhof durchgeführt.
Bis Ende der 1980er-Jahre erhielten alle Absolventen des damals einstufigen EKL das Abzeichen mit zwei Eichenlaubblättern. Danach wurde der EKL in zwei Abschnitte (EKL1 und EKL2) aufgeteilt. Absolventen des EKL1 erhielten ein neues Abzeichen mit einem Eichenlaubblatt, die Absolventen des EKL2 das bisherige Abzeichen mit zwei Eichenlaubblättern.
Im Februar 2017 wurde der Einzelkämpferlehrgang für Kräfte des Heeres mit erweiterter Grundbefähigung (EGB) eingeführt.

Seit 2020 finden sowohl der EKL1 als auch der EKL2 in der Lehrgruppe B der Infanterieschule in Hammelburg statt.

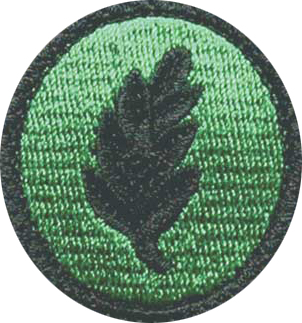
Altes Sonderabzeichen EKL1 Führer einer auf sich gestellten Gruppe. Keine Trageerlaubnis seit dem 4. Dezember 2020

Zum 4. Dezember 2020 wurden die Einzelkämpferlehrgänge erneut reformiert. Absolventen des EKL1 bekommen seither das ehemalige Abzeichen des EKL2 mit zwei Eichenlaubblättern verliehen. Für Absolventen des EKL2 wurde ein neues Abzeichen, welches dem bisherigen Abzeichen ähnelt, jedoch um den Textzusatz „Jagdkommando“ am unteren Rand der Umrandung ergänzt wurde. Das bisherige Abzeichen des EKL1 mit einem Eichenlaubblatt entfiel und darf seither nicht mehr getragen werden. Bisherige Träger des Abzeichens EKL1 erhielten ohne gesonderten Antrag die Trageberechtigung sowie das neue Abzeichen.

## Inhalt der Lehrgänge
Der EKL1 bildet Führer und Ausbilder für „auf sich gestellte Soldaten“ aus, um diese in die Lage zu versetzen, nach Abkommen von der eigenen Truppe im Feindgebiet zu überleben und sich wieder zur eigenen Truppe durchzuschlagen. Unter körperlicher Anstrengung und psychischem Druck müssen die Teilnehmer später in der Lage sein, eine „auf sich gestellte Gruppe“ zu führen. Die benötigten Fertigkeiten sind u. a. Orientierungsübungen, Abseilen, Überqueren von Gewässern, Handstreich- und Hinterhaltausbildung. Höhepunkt ist eine 48-Stunden-Übung, bei der die Soldaten mit ihrer Gefechtsausrüstung fast ohne Proviant ausgesetzt werden. Lehrgangsinhalt sind praktische Dauerstressaufgaben zur Ermittlung von negativen Aggressionspotentialen und der Durchhaltefähigkeit des Soldaten als Führer und Ausbilder. Durch anspruchsvolle und überraschende Aufgabenstellungen und Schlafmangel werden die Soldaten an ihre Grenzen geführt.

### Einzelkämpferlehrgang 1 (EKL1)
- Überleben und Durchschlagen als Versprengter
- Führer einer auf sich gestellten Gruppe

Am Schlachttag während der Hungerwoche erlernen die Lehrgangsteilnehmer die Zubereitung von Rohverpflegung auch durch Schlachten von Forellen und Kaninchen.

### Einzelkämpferlehrgang 2 (EKL2)
- Ausbilder in der Einzelkämpferausbildung aller Truppen
- Führer eines Jagdkommandos oder einer Teileinheit im Jagdkommando im erweiterten Aufgabenspektrum Jagdkampf
- Führer eines Jagdkommandos oder einer Teileinheit im Jagdkommando bei speziellen Operationen, besonders im Kampf gegen irreguläre Kräfte.

## Beispiel eines DienstplanesFührer einer auf sich gestellten GruppeEKL1
Das Beispiel bezieht sich auf einen EKL1 vor 2020.
- 1. Woche
  - Montag: Anreise
  - Dienstag: Eingangstest (3000-m-Lauf und Hindernisbahn), Unterricht, Waffenempfang, Einweisungen
  - Mittwoch: Verlegen ins Übungsgelände, Eilmarsch, Versteckausbildung, Feuerausbildung, Feuerprüfung, Eilmarsch zurück mit Verwundetentransport.
  - Donnerstag: Orientierungsmarsch bei Tag und Zeltbahnpaketausbildung
  - Freitag: Knotenausbildung

- 2. Woche
  - Montag: Verlegen in Sauwald, Hindernisbahn im Gruppenrahmen, Ausbildung Handstreich/Hinterhalt, Nahkampf (seit Anfang 2008 Krav Maga der IKMF)[6]
  - Dienstag: Eilmarsch zur Lechstaustufe, Ausbildung Abseilen, Schlauchboot, Zeltbahnpaket Überquerung der Lechstaustufe, Eilmarsch zum Sauwaldhof, bis 3:00 Uhr Prüfung in Handstreich/Hinterhalt
  - Mittwoch: Nahkampf, Unterricht, Seilgarten im Sauwald
  - Donnerstag: Eilmarsch zur Abseilstelle, Abseilen, Überqueren von Gewässern, Eilmarsch zum Sauwaldhof, Nahkampf
  - Freitag: Nahkampf, Hindernisbahn, Fallenausbildung, Rückverlegung nach Altenstadt

- 3. Woche (Hungerwoche, maximal eine Packung Überlebensnahrung)
  - Montag: Verlegen in Sauwald, Nahkampf, Hindernisbahn im Gruppenrahmen, Nacht-Orientierungsmarsch
  - Dienstag: Unterricht Sickern, Gruppengefechtsbahn, seit 2010: 12-Stunden Überlebensnacht (allein und ohne Gepäck, mit anschließendem SERE-Aufnahmeverfahren)
  - Mittwoch: 24-Stunden-Kurzübung, Eilmarsch mit Verwundetentransport
  - Donnerstag: zurück zum Sauwaldhof, Schlachten
  - Freitag: Nahkampfprüfung, Rückverlegung nach Altenstadt

- 4. Woche (während der gesamten Abschlussübung keine Verpflegung)
  - Montag bis Mittwoch: Abschlussübung mit allen Themen, Marschleistung ca. 70 km
  - Donnerstag: Nachbereitung, Abzeichenverleihung durch Kommandeur
  - Freitag: Abreise

## Beispiel eines DienstplanesFührer eines Jagdkommandos/einer unterstellten TeileinheitEKL2
Das Beispiel bezieht sich auf einen EKL2 vor 2020.
- 1. Woche
  - Montag: Anreise
  - Dienstag: Einweisung in den Lehrgang, Eingangstest (Hindernisbahn unter 1:50 min, 7000-m-Lauf mit 20 kg Gepäck unter 52 min)
  - Mittwoch: Grundlagen Waffen- und Geräteausbildung, Unterrichte (Seilunterricht, Fernmelde, Funkgeräte, Handwaffen, …)
  - Donnerstag: Nahkampfausbildung, Orientierungslauf (ohne Bewertung), Luftverladeübung (CH 53)
  - Freitag: Nahkampfausbildung

- 2. Woche
  - Montag: Verlegen Sauwald, Sprengausbildung, Unterrichte (Handstreich, Hinterhalt), Kartenfalttechnik
  - Dienstag: Praktische Seilausbildung in Füssen (Steinbruch), Unterricht Grundsätze des Jagdkommandos
  - Mittwoch: Praktische Ausbildung Handstreich/Hinterhalt im Rahmen des Jagdkommandos,
  - Donnerstag: Schulmäßiges Durchführen eines Jagdkommandoeinsatzes in allen Phasen an einem Objekt
  - Freitag: Nahkampfausbildung

- 3. Woche
  - Montag: Praktische Prüfung in der Seilausbildung in Füssen (Steinbruch), Isolationsphase
  - Dienstag: Planungsphase, Verbringung in den Einsatzraum, Infiltration
  - Mittwoch: Infiltration, Leben im Versteck, Aufklärung des Objekts, Aufklärung im Nahbereich, Durchführen der Aktion (Handstreich)
  - Donnerstag: Ausweichen ins Nahversteck, Exfiltration, Beziehen des Verstecks, Aufnahme, Rückführung, Einsatznachbesprechung
  - Freitag: Schriftlicher Test Seilausbildung, Prüfung Ausbilder in der Nahkampfausbildung

- 4. Woche:
  - Montag: Schriftlicher Test Jagdkommando, Beginn der Praktischen Prüfung Jagdkampf, Isolationsphase, Planungsphase, Verbringung
  - Dienstag: Infiltration, Leben im Versteck, Nahaufklärung, Objektaufklärung, Durchführen der Aktion (Handstreich)
  - Mittwoch: Ausweichen ins Nahversteck, beziehen Ausweichversteck, Folgeauftrag, Planung, Aufklärung, Durchführung eines Hinterhalts
  - Donnerstag: Exfiltration, Aufnahme, Rückführung, Einsatznachbesprechung
  - Freitag: Nahkampfprüfung Nahkampfbahn, Urbanes Gelände

- 5. Woche
  - Montag: Isolationsphase, Planungsphase, Verbringung, Infiltration
  - Dienstag: Leben im Versteck, Objekt- und Nahaufklärung, Durchführen eines Handstreichs, Verwundetentransporte ins Nahversteck
  - Mittwoch: Exfiltration, Aufnahme, Verbringung, Einsatznachbereitung, Nachbesprechung
  - Donnerstag: Lehrgangsnachbereitung, Abgabe von Material
  - Freitag: Abzeichenverleihung, Lehrgangsende, Abreise

## Trageweise
Die Trageweise von Sonderabzeichen regelt die Zentralrichtlinie A2-2630/0-0-5 „Anzugordnung für die Soldatinnen und Soldaten der Bundeswehr“. Gem. Anlage 7 der Richtlinie sind Sonderabzeichen (Führer im Fallschirmjägerspezialeinsatz, Heeresbergführer, Sicherungstruppenführer der Luftwaffe, Munitionsfachpersonal) mittig der rechten Brusttasche des Dienstanzuges zu tragen.

## Bekannte Absolventen
- Franco A.
- Reinhard Erös
- Werner Freund
- Thomas Gast
- Stefan Geilen
- Helmut Harff
- René Leitgen
- Jürgen von der Lippe
- Georg Schramm
- Heimo Schwilk
- Fabian Siegismund
- Ralph Weimann

## Dokumentationen
- Harter Kampf: Der Einzelkämpferlehrgang, Dokumentarfilm, Deutschland 2021, 2:32 Min., Bundeswehr (Video bei YouTube)
- Einzelkämpferlehrgang Teil 1: Erfahrungen eines Ex-Soldaten, Interview, Deutschland 2021, 10:31 Min., Ottogerd Karasch (Video bei YouTube)
- Schule der Krieger: Einzelkämpfer der Bundeswehr, Dokumentarfilm-Miniserie, Deutschland 2020, 137:41 Min., Welt (Teil 1, Teil 2 und Teil 3 bei YouTube)
- Bundeswehr: Einzelkämpferlehrgang, Dokumentarfilm, Deutschland 2012, 14:13 Min., Welt der Wunder (Video bei YouTube)